# روبرت لوكاس (لاعب هوكي الحقل)
روبرت لوكاس (بالفرنسية: Robert Lucas) هو لاعب هوكي الحقل فرنسي، ولد في 5 أكتوبر 1922.

## وصلات خارجية
- روبرت لوكاس على موقع أوليمبيديا (الإنجليزية)